# Валюти G10
Валюти G10 — це десять валют, якими найбільше торгують у світі, а також десять найбільш ліквідних валют світу. Трейдери регулярно купують і продають їх на відкритому ринку з мінімальним впливом на власні міжнародні валютні курси.
Походження терміна «валюти G10» незрозуміле, проте воно може походити від країн G10 та їхньої угоди про участь у Загальних домовленостях про запозичення (GAB) МВФ. Більше немає однозначного співвідношення між валютами G10 та країнами G10.
Валюти G10: 
- Australian dollar (AUD)
- Canadian dollar (CAD)
- Euro (EUR)
- Japanese yen (JPY)
- New Zealand dollar (NZD)
- Norwegian krone (NOK)
- Pound sterling (GBP)
- Swedish krona (SEK)
- Swiss franc (CHF)
- United States dollar (USD)

У деяких банківських колах згадують про валюти G11, які є валютами G10 плюс данська крона (DKK).